# Guillaume Moreau
Guillaume Moreau (ur. 8 marca 1983 w Limoges) – francuski kierowca wyścigowy.

## Kariera

### Formuła Renault 2.0
Moreau rozpoczął karierę w wyścigach samochodowych w 2002 roku, od startów we Francuskiej Formule Renault. Z dorobkiem 11 punktów uplasował się tam na 12. miejscu w klasyfikacji generalnej. Rok później spisał się już znacznie lepiej. Choć nie wygrał żadnego wyścigu, to czterokrotnie stawał na podium. Uzbierane 156 punktów pozwoliło mu zająć pozycję tuż za podium klasyfikacji końcowej. Równolegle stanął na starcie Europejskiego Pucharu Formuły Renault 2.0, gdzie był ostatecznie 17. W 2004 roku w europejskim pucharze sześciokrotnie stawał na podium. 148 punktów uplasowało go na 7 lokacie w klasyfikacji kierowców. Bardzo dobrze spisał się również w edycji francuskiej, gdzie trzy razy zwyciężał. Tym razem stanął na podium w klasyfikacji, jednak na jego najniższym stopniu.

### Formuła 3
W 2005 roku Francuz pojawił się na starcie Formuły 3 Euroseries. W pierwszym sezonie startów odniósł nawet jedno zwycięstwo oraz czterokrotnie stawał na podium. Z dorobkiem 39 punktów uplasował się na 8 pozycji w klasyfikacji generalnej. Rok później było nieco gorzej - został sklasyfikowany na 9 lokacie.

### Formuła Renault 3.5
W sezonie 2007 Guillaume rozpoczął starty w prestiżowej Formule Renault 3.5. Już w pierwszym sezonie startów dwukrotnie stawał na podium, a raz nawet na jego najwyższym stopniu. Uzbierane 43 punkty pozwoliły mu uplasować się na 14. miejscu w klasyfikacji końcowej kierowców. W kolejnych dwóch latach startów było już nieco gorzej. W obu sezonach tylko po razie zdobywał podium. Był wówczas na odpowiednio 16 i 18 pozycji w klasyfikacji generalnej.

### Le Mans Series
Moreau startuje od 2007 roku w seriach wyścigów długodystansowych Le Mans. W pierwszym sezonie występował w klasie LMP1. Zdobył zaledwie 5 punktów, co dało mu 17 lokatę w klasyfikacji klasy. Na kolejny rok startów przeniósł się do samochodu LMGT1. Tam nie miał sobie równych. Zwycięstwa w dwóch wyścigach i pięć podium dało mu tytuł mistrzowski. W sezonie 2010 startował w klasie LMP2. Choć nie wygrywał wyścigów, to trzykrotnie stawał na podium. Pozwoliło mu to ukończyć sezon na 4 lokacie. W tym samym roku był drugi w słynnym wyścigu 24h Le Mans. Rok później w wyścigach Le Mans startował tylko gościnnie. W kolejnej edycji 24h Le Mans był 13 w klasie LMP1. Na sezon 2012 Francuz podpisał kontrakt z ekipą OAK Racing na starty w European Le Mans Series, gdzie wystąpił jednak w tylko jednym wyścigu. Z dorobkiem 8 punktów był 13 w klasyfikacji klasy LMP2.

## Statystyki
| Sezon | Seria                                       | Zespół                 | Wyścigi | Zwycięstwa | PP | NO | Podium | Punkty | Pozycja |
| ----- | ------------------------------------------- | ---------------------- | ------- | ---------- | -- | -- | ------ | ------ | ------- |
| 2002  | Europejski Puchar Formuły Renault 2.0       | Pole Racing Service    | 1       | 0          | 0  | 0  | 0      | 0      | NS      |
| 2002  | Francuska Formuła Renault                   | Pole Service           | 8       | 0          | 0  | 0  | 0      | 11     | 12      |
| 2003  | Europejski Puchar Formuły Renault 2.0       | Graff Racing           | 6       | 0          | 0  | 0  | 0      | 16     | 17      |
| 2003  | Francuska Formuła Renault                   | Graff Racing           | 10      | 0          | 0  | 2  | 4      | 156    | 4       |
| 2003  | Habo DaCosta Formuła Renault                |                        |         |            |    |    |        | 9      | 30      |
| 2004  | Europejski Puchar Formuły Renault 2.0       | SG Formula             | 9       | 0          | 1  | 1  | 6      | 148    | 7       |
| 2004  | Francuska Formuła Renault                   | SG Formula             | 14      | 3          | 4  | 7  | 7      | 227    | 3       |
| 2005  | Formuła 3 Euroseries                        | Signature              | 20      | 1          | 0  | 0  | 4      | 39     | 8       |
| 2005  | Grand Prix Makau                            | Signature              | 1       | 0          | 0  | 0  | 0      | N/A    | 11      |
| 2005  | Masters of Formula 3                        | Signature              | 1       | 0          | 0  | 0  | 0      | N/A    | 14      |
| 2006  | Formuła 3 Euroseries                        | Signature              | 20      | 0          | 0  | 0  | 2      | 32     | 9       |
| 2006  | Brytyjska Formuła 3                         | Signature              | 2       | 0          | 0  | 0  | 1      | 0      | NS†     |
| 2006  | Masters of Formula 3                        | Signature              | 1       | 0          | 0  | 0  | 0      | N/A    | 14      |
| 2007  | Formuła Renault 3.5                         | KTR                    | 16      | 1          | 1  | 0  | 2      | 43     | 14      |
| 2007  | Le Mans Series – LMP1                       | Courage Compétition    | 3       | 0          | 0  |    | 0      | 5      | 17      |
| 2007  | 24h Le Mans – LMP1                          | Courage Compétition    | 1       | 0          | 0  | 0  | 0      | N/A    | NS      |
| 2008  | Formuła Renault 3.5                         | KTR                    | 9       | 0          | 0  | 0  | 1      | 20     | 16      |
| 2008  | Le Mans Series – LMGT1                      | Luc Alphand Adventures | 5       | 2          | 0  | 0  | 5      | 42     | 1       |
| 2008  | 24h Le Mans – GT1                           | Luc Alphand Adventures | 1       | 0          | 0  | 0  | 0      | N/A    | 5       |
| 2009  | Formuła Renault 3.5                         | KMP Group/SG Formula   | 10      | 0          | 0  | 0  | 1      | 18     | 18      |
| 2009  | FIA GT Championship - GT1                   | Luc Alphand Adventures | 2       | 0          | 0  | 1  | 1      | 11     | 12      |
| 2009  | 24h Le Mans – LMP2                          | Oak Racing             | 1       | 0          | 0  | 0  | 0      | N/A    | NS      |
| 2010  | Le Mans Series – LMP2                       | Oak Racing             | 5       | 0          | 0  | 0  | 3      | 52     | 4       |
| 2010  | 24h Le Mans – LMP2                          | Oak Racing             | 1       | 0          | 0  | 0  | 0      | N/A    | 2       |
| 2011  | Intercontinental Le Mans Cup – LMP1         | Oak Racing             | 5       | 0          | 0  | 0  | 0      | 0      | NS      |
| 2011  | American Le Mans Series – LMP1              | Oak Racing             | 2       | 0          | 0  | 0  | 0      | 0      | NS      |
| 2011  | Le Mans Series – LMP1                       | Oak Racing             | 2       | 0          | 0  | 0  | 0      | 0      | NS      |
| 2011  | 24h Le Mans – LMP1                          | Oak Racing             | 1       | 0          | 0  | 0  | 0      | N/A    | 13      |
| 2011  | Blancpain Endurance Series - GT3 Pro-Am Cup | SOFREV - ASP           | 1       | 1          | 0  | 0  | 1      | 38,5   | 9       |
| 2012  | FIA World Endurance Championship – LMP1     | OAK Racing             | 2       | 0          | 0  | 0  | 0      | 0      | NS      |
| 2012  | European Le Mans Series – LMP2              | OAK Racing             | 1       | 0          | 0  | 0  | 0      | 8      | 13      |
| 2012  | FIA World Endurance Championship            | OAK Racing             |         |            |    |    |        | 0,5    | 92      |
| 2012  | 24h Le Mans – LMP1                          | OAK Racing             | 1       | 0          | 0  | 0  | 0      | N/A    | NS      |

## Wyniki w Formule Renault 3.5
| Legenda oznaczeń w tabelach wyników Wyświetl szablon na nowej stronie | Legenda oznaczeń w tabelach wyników Wyświetl szablon na nowej stronie                                                                     |
| Oznaczenie                                                            | Wyjaśnienie |
| --------------------------------------------------------------------- | --- |
| Złoty                                                                 | Zwycięzca lub mistrzostwo |
| Srebrny                                                               | 2. miejsce lub wicemistrzostwo |
| Brązowy                                                               | 3. miejsce lub II wicemistrzostwo |
| Zielony                                                               | Ukończył, punktował (w klasyfikacji generalnej, gdy zdobył co najmniej jeden punkt na przestrzeni sezonu, poza trzema powyższymi opcjami) |
| Niebieski                                                             | Ukończył, nie punktował (w klasyfikacji generalnej, gdy nie zdobył co najmniej jednego punktu na przestrzeni sezonu)                      |
| Czerwony                                                              | Nie zakwalifikował się (NZ) |
| Czerwony                                                              | Nie prekwalifikował się (NPK) |
| Różowy                                                                | Nie ukończył (NU) |
| Różowy                                                                | Niesklasyfikowany (NS) (w klasyfikacji generalnej, gdy nie został sklasyfikowany w żadnym wyścigu sezonu)                                 |
| Czarny                                                                | Zdyskwalifikowany (DK) |
| Czarny                                                                | Wykluczony (WYK/EX) |
| Biały                                                                 | Nie wystartował (NW) |
| Biały                                                                 | Kontuzjowany (K/INJ) |
| Biały                                                                 | Wyścig odwołany (OD/C) |
| Bez koloru                                                            | Został wycofany (WYC/WD) |
| Bez koloru                                                            | Nie przybył (NP/DNA) |
| Bez koloru                                                            | Nie brał udziału w treningach (NT/DNP) |
| Bez koloru                                                            | Nie został zgłoszony (–) |
| Pogrubienie                                                           | Start z pole position |
| Kursywa                                                               | Najszybsze okrążenie wyścigu |
| †                                                                     | Nie ukończył, ale jego rezultat został zaliczony ze względu na przejechanie więcej niż 90% dystansu wyścigu.                              |
| *                                                                     | Sezon w trakcie |
| 1/2/3                                                                 | Punktowana pozycja w sprincie kwalifikacyjnym                                                                                             |
| Lista systemów punktacji Formuły 1                                    | |

| Rok  | Zespół               | Wyniki w poszczególnych eliminacjach | Wyniki w poszczególnych eliminacjach | Wyniki w poszczególnych eliminacjach | Wyniki w poszczególnych eliminacjach | Wyniki w poszczególnych eliminacjach | Wyniki w poszczególnych eliminacjach | Wyniki w poszczególnych eliminacjach | Wyniki w poszczególnych eliminacjach | Wyniki w poszczególnych eliminacjach | Wyniki w poszczególnych eliminacjach | Wyniki w poszczególnych eliminacjach | Wyniki w poszczególnych eliminacjach | Wyniki w poszczególnych eliminacjach | Wyniki w poszczególnych eliminacjach | Wyniki w poszczególnych eliminacjach | Wyniki w poszczególnych eliminacjach | Wyniki w poszczególnych eliminacjach | Punkty | Pozycja |
| ---- | -------------------- | ------------------------------------ | ------------------------------------ | ------------------------------------ | ------------------------------------ | ------------------------------------ | ------------------------------------ | ------------------------------------ | ------------------------------------ | ------------------------------------ | ------------------------------------ | ------------------------------------ | ------------------------------------ | ------------------------------------ | ------------------------------------ | ------------------------------------ | ------------------------------------ | ------------------------------------ | ------ | ------- |
| 2007 | KTR                  | ITA                                  | ITA                                  | DEU                                  | DEU                                  | MON                                  | HUN                                  | HUN                                  | BEL                                  | BEL                                  | GBR                                  | GBR                                  | FRA                                  | FRA                                  | PRT                                  | PRT                                  | ESP                                  | ESP                                  | 43     | 14      |
| 2007 | KTR                  | NU                                   | NU                                   | 9                                    | 4                                    | 9                                    | 17                                   | 9                                    | NU                                   | NU                                   | 8                                    | 2                                    | 10                                   | 1                                    | 23                                   | 12                                   | NU                                   | NU                                   | 43     | 14      |
| 2008 | KTR                  | ITA                                  | ITA                                  | BEL                                  | BEL                                  | MON                                  | GBR                                  | GBR                                  | HUN                                  | HUN                                  | DEU                                  | DEU                                  | FRA                                  | FRA                                  | PRT                                  | PRT                                  | ESP                                  | ESP                                  | 20     | 16      |
| 2008 | KTR                  | 8                                    | 6                                    | 3                                    | 14                                   | 7                                    | 13                                   | 11                                   | NU                                   | NU                                   | -                                    | -                                    | -                                    | -                                    | -                                    | -                                    | -                                    | -                                    | 20     | 16      |
| 2009 | KMP Group/SG Formula | CAT                                  | CAT                                  | BEL                                  | BEL                                  | MON                                  | HUN                                  | HUN                                  | GBR                                  | GBR                                  | FRA                                  | FRA                                  | PRT                                  | PRT                                  | DEU                                  | DEU                                  | ARA                                  | ARA                                  | 18     | 18      |
| 2009 | KMP Group/SG Formula | -                                    | -                                    | -                                    | -                                    | -                                    | -                                    | -                                    | 16                                   | 12                                   | 13                                   | 12                                   | 5                                    | 3                                    | 11                                   | NU                                   | 19                                   | 18                                   | 18     | 18      |